# M. Blecher
M. Blecher (geboren als Max Blecher, 8. September 1909 in Botoșani, Königreich Rumänien; gestorben 31. Mai 1938 in Roman) war ein rumänischer Schriftsteller, der seiner schweren Erkrankung ein schmales, aber gewichtiges Werk abtrotzte. „...doch geriet sein Werk in den Jahren des Faschismus und des Stalinismus in (kalkulierte) Vergessenheit. Erst Anfang der siebziger Jahre, während eines ideologischen Tauwetters, kam es zur Wiederentdeckung. Nach dem politischen Umbruch von 1989 wurde es vollends als Teil der osteuropäischen Vorkriegsmoderne gewürdigt.“

## Leben
Blechers Vorname ist im Unklaren. Das derzeit letzte Wort dazu hat Carmina Peter in ihrer 2014 vorgelegten Dissertation gegeben, demnach heißt er Max. Die Deutsche Nationalbibliothek gibt gleich drei Verweisungsformen an: Mihail, Marcel und Max. Die Wochenzeitung Die Zeit hingegen legte sich fest, er habe „Max L. Blecher“ geheißen. Fest steht gemäß der Quellenarbeit des Übersetzers und Wiederentdeckers Ernest Wichner, dass der junge Rumäne seinen Vornamen nicht mochte, wohl aber gelegentlich Briefe mit Max oder Marcel unterzeichnete. Alle seine Bücher veröffentlichte er ausschließlich unter dem selbst gewählten Autorennamen M. Blecher.
Er stammte aus einer jüdischen Kaufmannsfamilie. „Der Vater hat eine kleine Terrakottafabrik geerbt und betreibt im Zentrum der Kleinstadt, wo die Familie seit Generationen ansässig ist, ein Geschäft mit Porzellan- und Glaswaren.“ „Mit dem Gesetz zur Einbürgerung der Juden 1923 werden die rumänischen Universitäten zunehmend zum Schauplatz antisemitischer Diskriminierungen und Gewaltakte“, das dürfte dazu beigetragen haben, dass er mit 19 Jahren zunächst nach Paris ging, sich aber dann in Rouen für Medizin einschrieb.
„Als er seine immer wiederkehrenden Rückenschmerzen untersuchen läßt, erhält er die Diagnose Knochentuberkulose. Die Ärzte empfehlen einen Aufenthalt in Berck-sur-Mer, einer Sanatorienstadt an der französischen Ärmelkanal-Küste. Für den jungen Blecher beginnt eine Reise ins Ungewisse durch verschiedene europäische Kurorte: Berck, das schweizerische Leysin, Tekirghiol am Schwarzen Meer, das transsilvanische Brașov“.
Während der Bettlägerigkeit schrieb er Gedichte und zwei autobiografisch gefärbte Romane, die seine Beobachtungen und Introspektionen verarbeiten. Jahrelang verbrachte der Kranke sein Leben liegend. Seine Gelenke versteiften, die Muskulatur schwand. Um ihn herum starben die oft jungen Patienten vielfach oder mussten Amputationen erleiden. Minutiös zeichnete er eigene und mitangesehene „Verluste“ auf. Blecher verstarb 1938, wurde nicht einmal 30 Jahre alt.

## Wirkung und Nachleben
„Das »Leben in der Horizontale« wird zum Hauptgegenstand seiner literarischen Reflexionen“, mit denen er alle Denk- und Verhaltensgewohnheiten in Frage stellt.
Während der Bercker Jahre von 1929 bis 1933 gewinnen Blechers literarische Bemühungen zunehmend an Kontur. Von Beginn an gilt sein Interesse den Ästhetiken des Modernismus und der Avantgarden. Die ersten, 1929 in Berck-Plage verfassten Krankenporträts »Herrant« und »Don Jazz« veröffentlicht er in Tudor Arghezis satirischer Zeitschrift »Bilete de papagal«. Und „noch bevor seine ersten Prosaminiaturen erscheinen, findet Blecher in Berck Anschluß an den Surrealismus“.
Das Besondere an Blechers Prosa ist seine illusionslose Prägnanz, sein ähnlich wie bei Franz Kafka oder Gottfried Benn gänzlich unsentimentaler Stil. Blecher richtete das „helle Licht des Verstandes“ auf den Schmerz. Schlimmer als das rein Körperliche wiegen oft Folgen und Erlebnisse im persönlichen Beziehungsumfeld: Das amputierte Bein einer vormaligen Tänzerin bedeute, dass sie ihren Zustand nun ihrem Geliebten nicht mehr bemänteln oder verbergen kann.
Die rumäniendeutsche Autorin Herta Müller beschrieb 2006 in ihrem Begleittext Blechers bildhafte Sprache wie folgt: „Blechers Erotik der Wahrnehmung braucht immerzu den Vergleich des einen Dings mit einem nie für möglich gehaltenen anderen.“ Es gibt in dieser auch das heftige Begehren nach einer Frau und die Eifersucht auf ihren Verlobten. Dennoch sei Blechers Vernarbte Herzen trotz der gleichartigen Bedrohung, Begierden und „horizontalen Lebenslage“ kein „Zauberberg“ à la Thomas Mann.
Das Erscheinen seines ersten Romans Aus der unmittelbaren Unwirklichkeit wurde 1937 von Eugène Ionesco begeistert aufgenommen. Danach wurden seine Bücher in Folgejahren unter den Nazis und später unter den Kommunisten aus den Erinnerungen gelöscht. Anfang der 1970er wurde der Roman in Rumänien wiederveröffentlicht. Wenig später folgte 1972 eine von Maurice Nadeau veranlasste Übersetzung ins Französische. Die FAZ sah das Buch 2004 „zeitlich wie strukturell“ in einer Mittelstellung zwischen Henri Michaux’ Plume (1935) und Jean-Paul Sartres La nausée (1938) platziert.
In deutscher Sprache kam das Buch erstmals 1990 heraus. Da es ein Kleinverlag war, die Berliner „Edition Plasma“, blieb es zunächst wenig beachtet. Erst im Jahr 2003 erregte die Neuausgabe in der Bibliothek Suhrkamp größere Aufmerksamkeit und zahlreiche Besprechungen. 2006 erschien der erstmals 1937 und erneut 1995 in Rumänien publizierte zweite Roman, Vernarbte Herzen, viel beachtet wiederum bei Suhrkamp. Erst 2008 folgte ebendort das Sanatoriumstagebuch unter dem Titel Beleuchtete Höhle, wiederum vom gleichen Übersetzer ins Deutsche übertragen. Der Titel ist eine beziehungsreiche Anspielung auf Platons Höhlengleichnis. Lediglich der Gedichtband Corp transparent aus 1934 und die Briefe und Kurzprosa fehlen noch zu einer deutschen Werkausgabe. In Bukarest veröffentlichte man 1999 die Gesammelten Werke und 2000 die vollständige Korrespondenz. Blecher führte weitgespannte Briefwechsel mit zahlreichen französischen und rumänischen Intellektuellen jener Zeit.
Ungeachtet aller Bemühungen, in seinem Geburtshaus in Roman ein Museum einzurichten, ließ die Stadtverwaltung von Roman es zu, dass es im Juli 2013 abgerissen wurde.
Der Roman Vernarbte Herzen diente 2016 als Vorlage für den Film Scarred Hearts – Vernarbte Herzen von Regisseur Radu Jude, der am 7. August 2016 beim Internationalen Filmfestival von Locarno seine Premiere feierte.